# 瑟內夫戰役
瑟內夫戰役發生於1674年8月11日的瑟內夫（位於今日比利時境內），屬法荷戰爭（1672－1678年）。這場戰役交戰的雙方分別是大孔代率領的法軍主力，以及奧蘭治親王威廉指揮的荷、奧、西三國聯軍。瑟內夫一役作為戰爭期間西屬尼德蘭惟三的戰鬥，儘管傷亡人數在估計上極具分岐，其代價依然是三者中最高的。
1674年之時，聯軍在荷蘭的數量上已壓過大孔代率領的法軍，並在沙勒罗瓦附近沿皮耶通河岸駐紮。奧蘭治親王發起攻勢，試圖藉由側翼迂迴法軍陣地來進行交戰，但破碎的地形迫使他將麾下部隊一分為三。大孔代率領騎兵攻擊聯軍後衛部隊，到了8月11日正午，他們已成功阻擊聯軍的推進。隨後，他不顧部下建議，下令進行一系列正面攻擊，導致雙方傷亡慘重，但仍未有具體結果。
戰鬥一直持續到夜幕降臨，大孔代撤至皮耶通河，並堅守一夜的陣地後，奧蘭治親王於隔天率聯軍井然有序地撤退。雖然雙方都宣稱取勝，但都未能討到便宜；儘管聯軍遭逢重大傷亡，奧蘭治親王還是在八月底時迅速重建部隊，數量上超過大孔代的麾下法軍比例，甚至比瑟內夫一役開打前還多。而法軍此役的損失震驚了路易十四，後者也下令大孔代此後專注在圍攻城池上。1678年戰爭結束前，另兩場發生於法蘭德斯地區的戰役分別是卡塞勒戰役和聖但尼戰役，前者是聯軍試圖解圍聖奧梅爾，後者則是為了阻止法軍攻佔蒙斯。

## 背景
法國和荷蘭共和國都出於國防與貿易因素，而視西屬尼德蘭為重要地位，使當地於整個17世紀都處於爭議的處境。法國曾於1667年至1668年間的遺產戰爭佔領過西屬尼德蘭大部，但後來為荷蘭領導的三角同盟所阻，被迫於1668年簽署《阿亨條約》，歸還大部分的佔領區。經此之後，路易十四認定迫使荷蘭屈服的最佳解，便是先擊敗他們。
1672年5月，法荷戰爭開打，法軍迅速占領荷蘭大部，但荷軍於七月站穩陣線。路易十四超乎預期成功的攻勢，讓他提出許多過分的要求，使得擔憂法國領土擴張的布蘭登堡-普魯士、神聖羅馬帝國皇帝利奧波德及西王卡洛斯等紛紛對荷蘭伸出援手。1673年8月，神聖羅馬帝國軍進入萊茵蘭地區。由於面臨多線作戰，路易十四將部隊從荷蘭撤出，只留守赫拉弗和马斯特里赫特兩座城。
1674年1月，丹麥－挪威加入反法同盟；同年2月，英荷簽署《西敏寺和約》，結束第三次英荷戰爭。5月，法軍對西班牙控有的法蘭琪－康堤發起攻勢，而大孔代則在西屬尼德蘭地區維持守勢。奧蘭治親王威廉與西屬尼德蘭總督蒙特雷伯爵（Count Monterrey）率領荷西聯軍，耗費整個六月與七月試圖讓大孔代出戰。企圖失敗後，奧蘭治親王提議入侵法屬法蘭德斯地區，藉此來威脅大孔代後方並迫使他為此而戰。蒙特雷伯爵同意這個看法，因為這個作戰計畫也提供奪回關鍵邊境城市沙勒羅瓦的機會。
7月23日，奧蘭治親王率隊與德·蘇什指揮的神聖羅馬帝國軍隊會合，後者是法國胡格諾派的流亡人士。再加上5,000名西班牙步兵和騎兵，聯軍人數來到65,000人左右。與此同時，法國完成對法蘭琪－康堤的佔領，讓路易十四得以對大孔代持續增援，援軍中還包括後者的兒子昂吉安公爵。到了8月初，大孔代已部署45,000人於皮耶通河沿岸陣線上，當中也包括沙勒羅瓦附近的桑布爾河。

## 戰役過程
8月9日，聯軍斷定這些據點過於強大難以正攻，因此他們撤出讷维尔，並在法軍左翼的阿克納與羅城間建立防線。聯軍希望藉此調動能迫使大孔代對他們發起攻勢，然而後者只是轉移部隊來應對這些威脅。於是奧蘭治親王提議揮師瑟內夫一帶，並來到法軍後翼。這項軍事行動得到西軍支援，因為他將切斷代孔代的補給線，並孤立駐防沙勒羅瓦的法軍。
8月11日凌晨4點，聯軍分成三個縱隊，以與法軍平行的方式向後者進軍，而崎嶇不平的道路影響了隊型。左翼由德·蘇什指揮，右翼則由西班牙法蘭德斯軍團指揮官阿森塔爾侯爵領導，中路的步兵與砲兵主力則由奧蘭治親王率領。一支2,000名騎兵前鋒部隊掩護縱隊間的缺口，而另一支5,200人的後衛部隊則是由沃代蒙親王指揮。
早晨5點30分，聽見聯軍的行軍後，大孔代騎馬視察對方部署，並很快察覺到聯軍的意圖。聯軍穿越的是沼澤地形，出口不多且被許多樹籬、牆壁、樹林隔開，大孔代因為想賭一把這些會抵消聯軍優勢的因素，決定發起進攻。他派出400名輕騎兵在聖克拉爾（Saint Clar）的率領下，與聯軍後衛部隊打起前哨戰以拖延後者的進軍，另外也分兵一騎兵旅在蘭納侯爵（Marquis de Rannes）的率領下，搶占瑟內夫北方的高地。
上午10點左右，蘭納侯爵的騎兵碰上了沃代蒙親王指揮的後衛部隊，後者便向奧蘭治親王請求步兵支援。奧蘭治親王後來派出原先駐紮塞訥河（該河流經瑟內夫）上橋梁的三個營前去支援，而騎兵也跟隨其後。儘管痛風讓大孔代無法穿上馬靴，他還是親率精銳近衛騎兵隊橫越瑟內夫境內的塞訥河，分散了沃代蒙親王騎兵的注意力，而後者的飛快追擊也一度擾亂到緊隨其後的西軍。蘭納侯爵與盧森堡公爵同時對發起進攻，在瑟內夫壓倒了聯軍的步兵，後者非死即俘。到了正午，大孔代已造成聯軍重大損失，並取得明確的小勝。然而他不顧部屬建議，發起一系列的前線攻勢，使得整場戰役變成一系列混亂又代價高昂的交火。

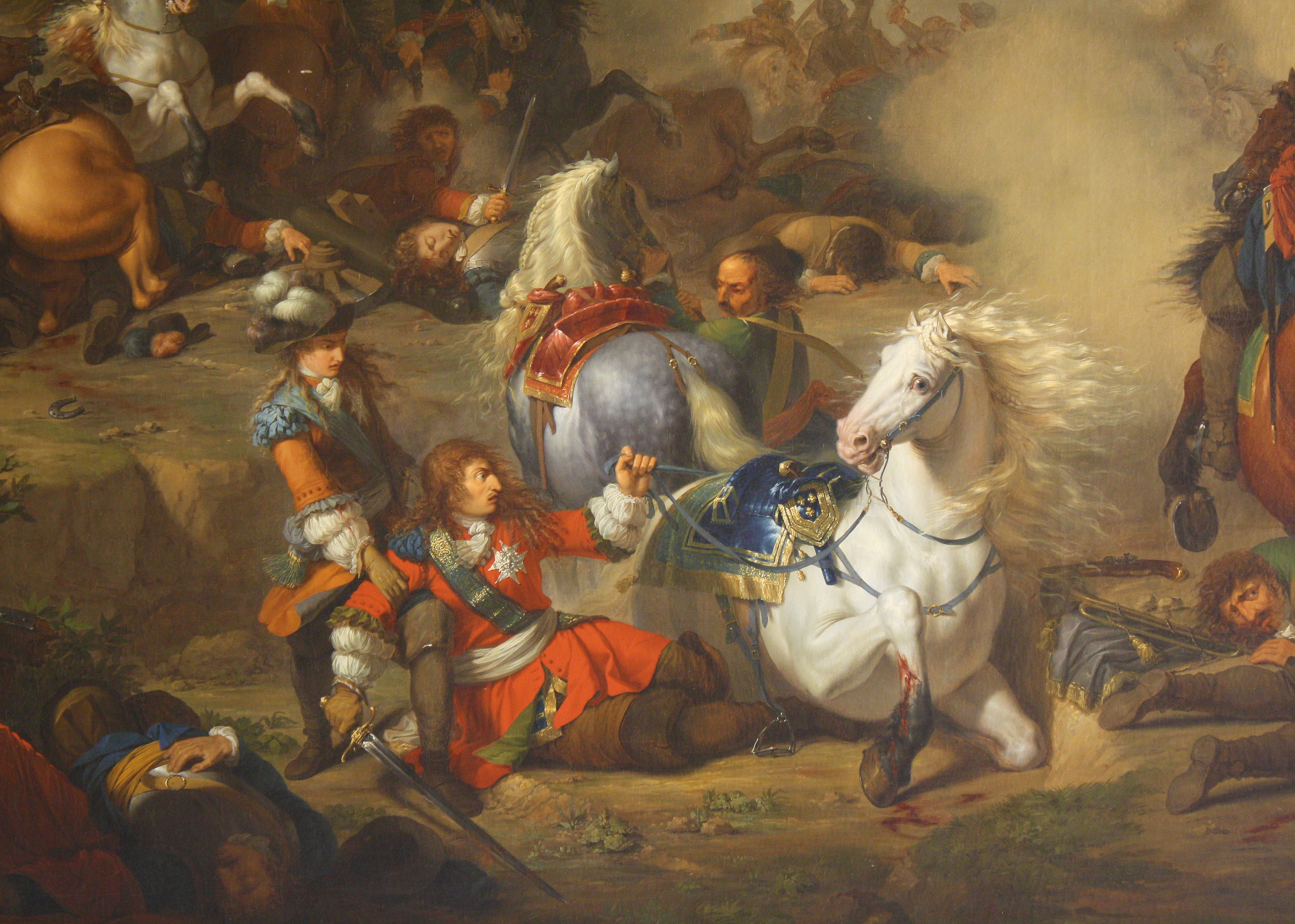
昂吉安公爵在瑟內夫救援其父大孔代

奧蘭治親王叫停部隊的行軍，而荷軍步兵則以聖尼古拉的修道院（Priory of St Nicolas）為中心，在附近建立防線；而阿森塔爾侯爵也已在荷軍左方集結部隊，駐紮在馬納日村莊的要塞化據點後方。大孔代親率部隊進行一次衝鋒，但他在衝鋒過程跌落馬下，被其子昂吉安公爵所救。雖然法軍騎兵再次將聯軍騎兵逐出戰場，但自身也疲憊不堪，導致敵軍步兵依然完好且能堅守陣地。
然而，維也納事前曾給德·蘇什秘密指示，指示中要求減少奧軍傷亡，因此他在下午晚些時分便下令奧軍撤退，讓盧森堡公爵奪取聯軍大部分的輜重。另一方面，法軍步兵儘管蒙受沉重損失，卻還是在剛入傍晚不久時將聯軍逐出聖尼古拉，結束這場戰役。此役戰死的有蘇格蘭旅精英部隊副指揮官沃爾特·韋恩爵士（Sir Walter Vane）以及阿森塔爾侯爵，大孔代後來歸還聯軍後者的遺體安葬；雙方部隊一直在原地待到午夜後，法軍才返回原先沿皮耶通河建立的陣地，而奧蘭治親王則率隊撤回蒙斯。

## 後續發展
雖然雙方都以戰役結束時仍「堅守陣地」來宣稱取勝，但沒有一方取得明確進展，儘管部分史學家認為此役是法軍以微弱優勢獲得戰術性勝利。如果大孔代利用初期取得的成功，結果會更決定性，但他的失誤加上荷西步兵的勇氣與紀律，讓奧蘭治親王免於大敗。雖然法軍俘獲超過100支軍旗及大多數的聯軍輜重，大孔代還是未能讓聯軍吞下慘敗。由於奧蘭治親王很快補回此役的損失，加上大孔代被下令在接下來的兩年內保持守勢，因此其他史學家認為此戰結果基本沒有定論。   
雙方傷亡數都很巨大，法軍的損失從7,000人傷亡到10,000人傷亡都有，而聯軍的損失則是10,000人至20,000，當中包括被俘者。如此的傷亡數震驚了法國朝堂，當時有人寫道「這場勝利中我們損失太多，如果沒有讚美頌和位於聖母院的被俘敵軍旗幟，我們會認為我們敗北了」。法國軍事工程家暨戰略家塞巴斯蒂安·勒普雷斯特·德·沃邦對瑟內夫一役之訊回應，認為取勝的最佳解就是不再進行任何戰鬥，於是路易十四便下令大孔代避免重蹈覆轍。

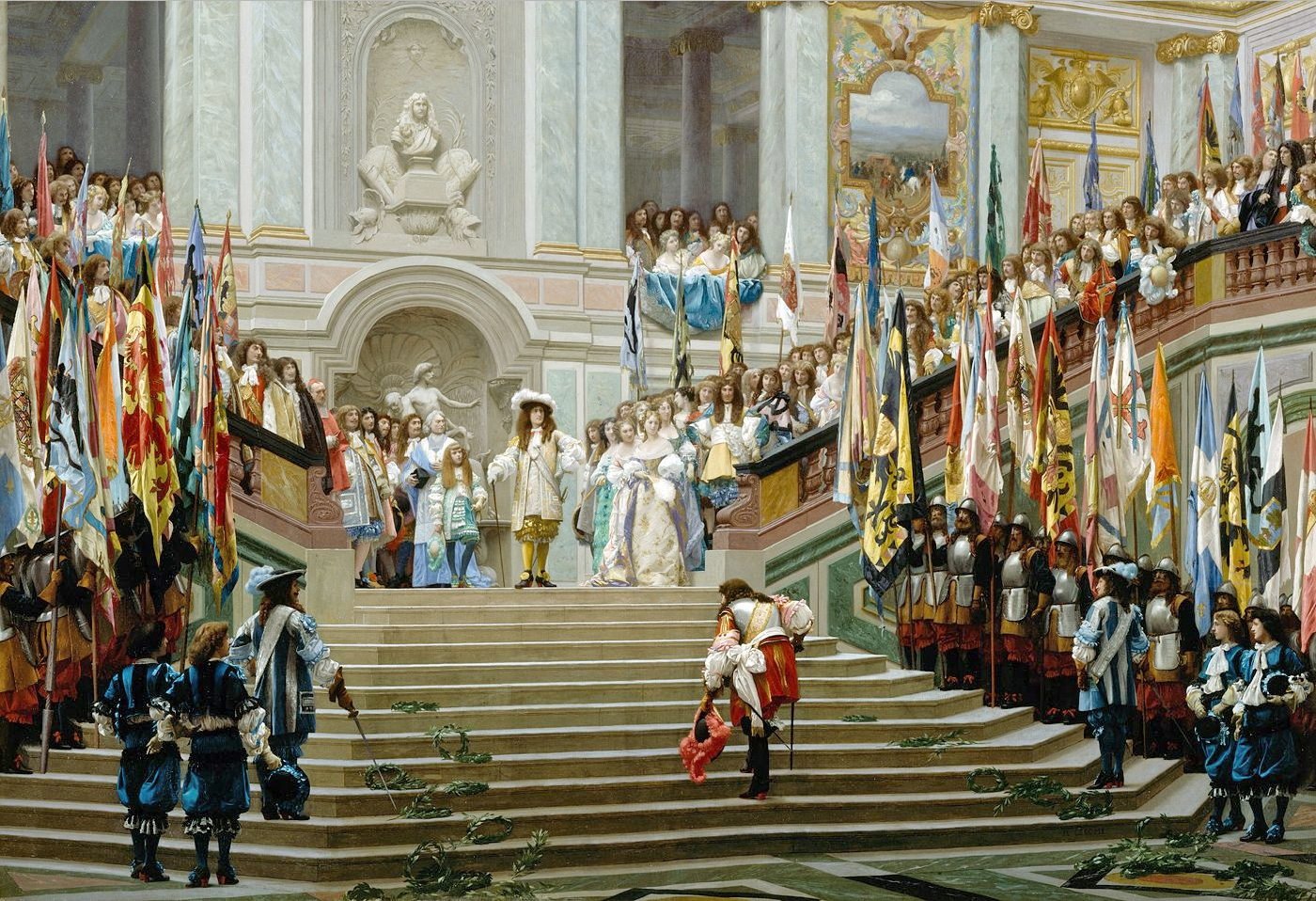
瑟內夫戰役結束後，路易十四在凡爾賽為大孔代舉行正式的招待會

神聖羅馬帝國部隊在瑟內夫大屠殺中幸免於難，奧蘭治親王聲稱他們故意無視友軍的請求協助。雖然聯軍傷亡數高於法軍，但他們還是迅速以各地駐防軍重建了部隊。此外，一隻大型護航船隊於8月31日抵達蒙斯城外的聯軍營地，為剩餘部隊帶來了補給和一個月的工資，另外還新增荷軍的五個團。結合大孔代此役的損失，聯軍對比法軍的優勢甚至超過瑟內夫戰役前，奧蘭治親王還提議進行另一場入侵行動。
然而，此時期的法軍相較聯軍來說，有個鮮為人知的優勢，便是擁有統一的指揮與戰略。不論是蒙特雷伯爵還是德·蘇什，他們都出於不同理由而不願冒險進行戰鬥，迫使奧蘭治親王僅能將就圍攻奧德納爾德。圍攻行動始於9月16日，三日後大孔代啟程救援。荷西聯軍在大孔代抵達前正加倍努力以破城，但德·蘇什卻在未告知盟軍的情形下將奧軍砲兵派往根特。9月20日，大孔代佔據斯海爾德河左岸據點，並於隔日開始砲轟聯軍陣地。由於德·蘇什的部隊不願在沒有他們的砲兵下作戰，加上荷西聯軍無法抵擋法軍，聯軍被迫撤圍。聯軍被迫丟棄大多剩餘裝備，撤途還遭法軍騎兵尾隨與騷擾。
經荷蘭國會表達強烈抗議後，德·蘇什遭解除指揮權，但這無助於解決聯軍中各自目標不同的現實。神聖羅馬皇帝利奧波德一世傾向將帝國資源集中在上萊茵地區，西軍是想補償在西屬尼德蘭的損失，而荷蘭的優先目標則是奪回赫拉弗和馬斯垂克。於是西軍回到原先的駐防地，神聖羅馬帝國部隊重新橫渡默茲河，而奧蘭治親王則接管赫拉弗的作戰指揮權，當地自6月28日就遭圍攻，直到10月29日投降止。大孔代在凡爾賽宮接受了國家為其在瑟內夫之勝所精心準備的招待會，但他的健康狀況不佳，加上此役傷亡數都削弱了法王路易十四對他能力的信任。1675年7月，因蒂雷納子爵在萨尔茨巴赫戰死，他曾短暫接管萊茵蘭的法軍直至同年年底。長遠來看，瑟內夫戰役證明了路易十四對陣地戰的偏好，開創了以圍攻和機動為主的軍事戰術時期。

## 註解
1. ↑  包括西軍4,000名步兵及1,000名騎兵[1]
2. ↑  1970年，美國軍事史學家特雷弗·N·迪普伊（英语：Trevor N. Dupuy）提供的法軍傷亡數與其他來源一致，但聯軍的傷亡數則多出一倍，也未對此給出理由，[28]後來被斯潘塞·C·塔克（英语：Spencer C. Tucker）引用[29]。由於杜佩是唯一認為傷亡數如此的分析者，麥克·克洛費爾特（Micheal Clodfelte）認為聯軍傷亡數「更有可能」是14,000人。[2]
3. ↑   "We have lost so much by this victory that without the Te Deum and captured flags at Notre Dame, we would believe we had lost the battle"

## 註腳
1. 1 2 3  Serrano.
2. 1 2 3 4 5  Clodfelter 2002，第46頁.
3. 1 2 3 4 5  De Périni 1896，第107頁.
4. 1 2 3 4  Bodart 1908，第95頁.
5. 1 2 3 4  Van Nimwegen 2010，第380頁.
6. ↑  Grant 2011，第370頁.
7. ↑  Lynn 1999，第80-81頁.
8. 1 2 3  Lynn 1999，第126頁.
9. ↑  Macintosh 1973，第165頁.
10. ↑  Lynn 1999，第109-110頁.
11. ↑  Lynn 1999，第117頁.
12. ↑  Hutton 1989，第317頁.
13. 1 2 3  Lynn 1999，第125頁.
14. 1 2  De Périni 1896，第82頁.
15. ↑  Lynn 1999，第124頁.
16. 1 2  De Hooge 1680，第499-500頁.
17. ↑  De Périni 1896，第92頁.
18. ↑  De Hooge 1680，第501頁.
19. ↑  De Périni 1896，第95-96頁.
20. ↑  Troost 2004，第129頁.
21. ↑  Luscombe.
22. ↑  Nolan 2008，第183頁.
23. ↑  Van Nimwegen 2010，第511-512頁.
24. 1 2  Van Nimwegen 2010，第479頁.
25. ↑  Van Nimwegen 2010，第511頁.
26. ↑  Jacques 2007，第926頁.
27. ↑  Nolan 2008，第123頁.
28. ↑  Dupuy & Dupuy 1970，第565頁.
29. ↑  Tucker 2009，第651頁.
30. ↑  De Sévigné 1822，第353頁.
31. 1 2 3  De Périni 1896，第109頁.
32. 1 2  Van Nimwegen 2010，第481頁.
33. ↑  Anonymous 1744，第263頁.
34. ↑  Lynn 1999，第125-126頁.